# Саганакі

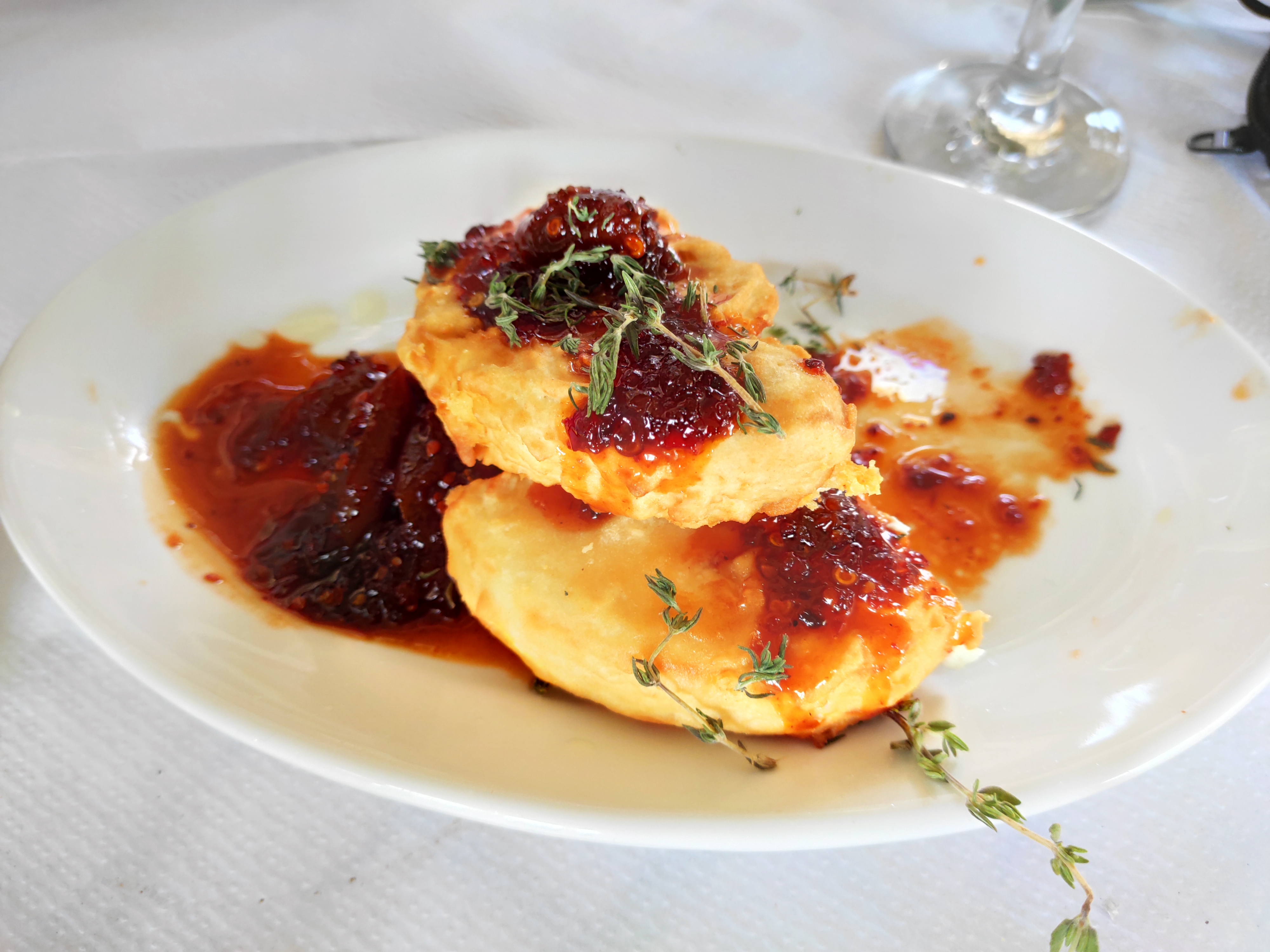
Саганакі з томатним варенням та розмарином

Саганакі (грец. Σαγανάκι) — традиційна грецька сирна закуска, яка смажиться на сковороді або запікається на грилі.

## Виготовлення
Для виготовлення можуть використовуватися різні сири, наприклад, кефалотірі, фета або халлумі. Назва страви походить від грецького найменування сковорідки з двома ручками, на якій зазвичай і смажиться сир (в оливковій олії). При смаженні можуть додаватися додаткові складові, такі як креветки і мідії. Готову страву, як правило, подається з скибочкою лимона і з хлібом.
В американських і канадських ресторанах грецької кухні склався звичай подачі до столу «палаючого саганакі», який заливають свіжовичавленим лимонним соком. Вважається, що цей обряд виник в 1968 році в Чикаго ресторані «Парфенон».